# Stupnění křídel

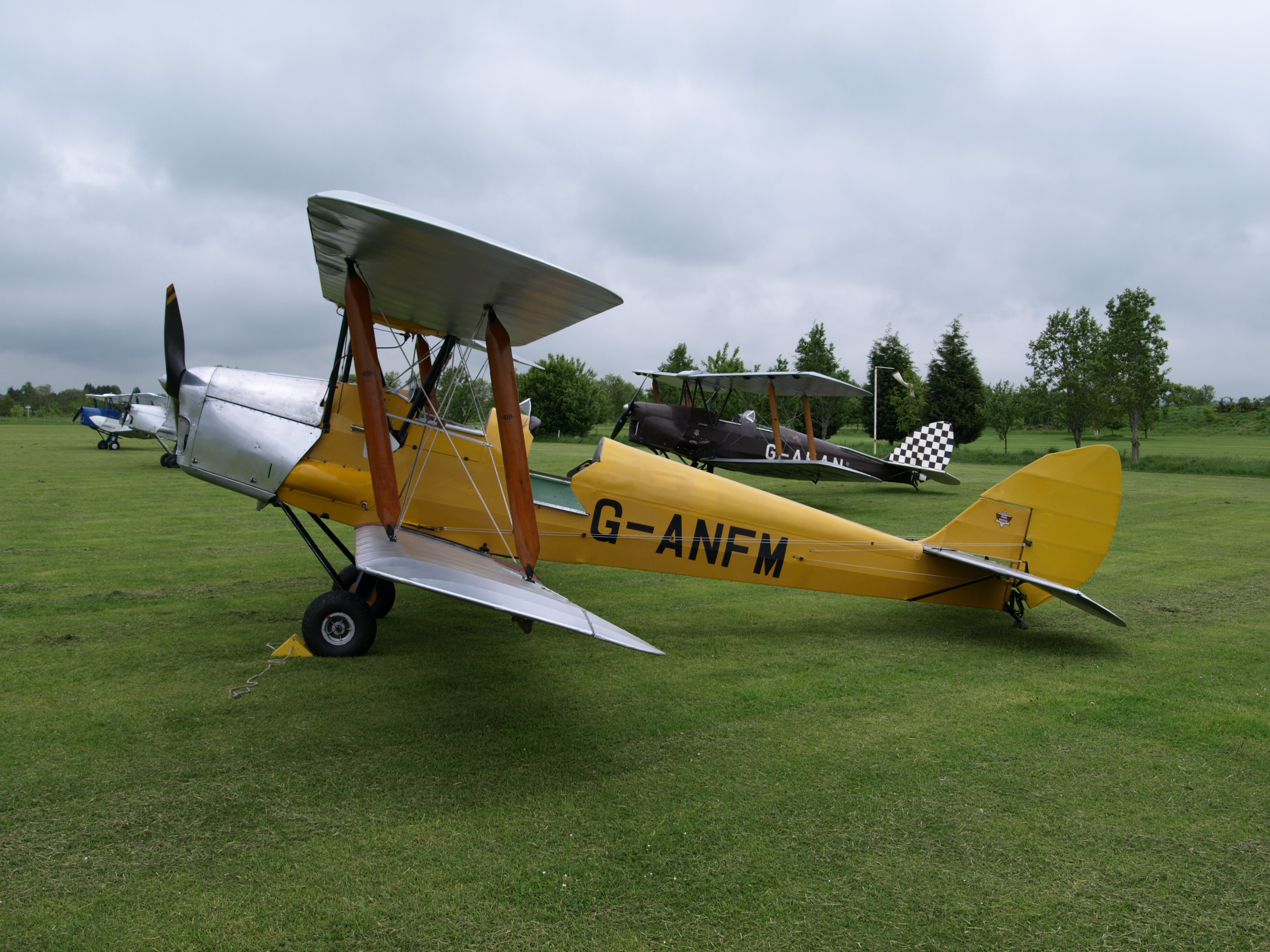
Pozitivní stupnění křídel u de Havilland Tiger Moth.

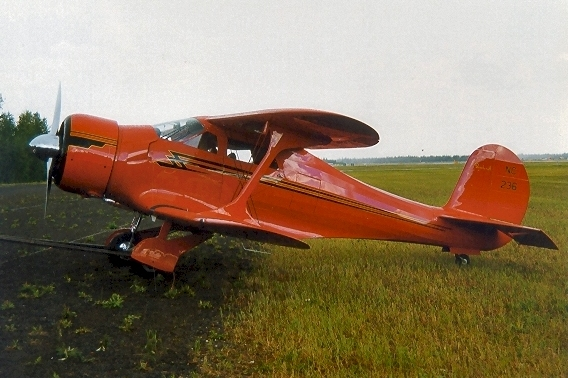
Beechcraft Model 17 Staggerwing, příklad letounu s negativně stupněnými křídly.

Jako stupnění křídel se v letectví označuje posunutí křídel dvouplošníku, trojplošníku či víceplošníku ve směru podélné osy letounu. Jako „kladné stupnění“, případně pouze „stupnění“, je označováno posunutí horního křídla před dolní. Nevýhodou  bylo, že horní křídlo omezovalo výhled pilota dopředu více, než u nestupněného uspořádání křídel. Příklady takovéhoto uspořádání zahrnují například de Havilland D.H. 82 Tiger Moth či Stearman Model 75.
Naopak jako „záporné stupnění“ se označuje méně obvyklé konstrukční řešení, kdy je spodní křídlo předsunuto oproti hornímu, jako například v případě Sopwithu Dolphin nebo  Beechcraft 17 Staggerwing. Toto uspořádání křídel zlepšovalo výhled pilota směrem vpřed. Křídla umístěná přímo nad sebou, jako například u typů Sopwith Cuckoo či Vickers Vildebeest, jsou označována jako „nestupněná“ či „bez stupnění“.

## Měření
Hodnota stupnění může být udávána absolutním číslem vzdálenosti s mezi náběžnou hranou horního křídla a náběžnou hranou dolního křídla v horizontální rovině, nebo jako procentuální podíl mezi touto vzdáleností a vertikální vzdáleností mezi křídly g (s/g), či udáván jako úhel ve stupních dle rovnice tan−1 (s/g). Například Gloster TSR.38 měl náběžné hrany křídel posunuté o 0,91 m a vzdálenost mezi křídly 2 m, takže jejich stupnění může být uváděno v podobě 0,91 m, 45,5% nebo 24,5°.

## Účinky
V principu platí, že v případě kladného stupnění existuje tendence horního křídla přispívat k celkovému vztlaku větším dílem  než spodní, a naopak menším v případě záporného stupnění. Zvětšení kladného stupnění také vede k posunu těžiště vztlaku na horním křídle vpřed a na spodním vzad. V případě absence stupnění jsou téměř totožná na obou křídlech.
Kladné stupnění se vyskytuje mnohem častěji, a to kvůli uchycení horního křídla ke trupu vzpěrami před kabinou a současně to zvyšuje podélnou stabilitu letounu, aerodynamickou efektivitu a maximální vztlak. Výhled pilota vpřed se také zlepšoval vetknutím polovin horního křídla přímo do trupu. Odpadlo tím použití vzpěr před kabinou.  
| Neodstupněný dvouplošník | Pozitivní stupnění | Negativní stupnění |